# Call of Duty 2: Big Red One
Call of Duty 2: Big Red One ist ein Ego-Shooter, der für die Konsolen GameCube, Xbox und PlayStation 2 im Herbst 2005 erschienen ist und keine Jugendfreigabe erhielt. Es wurde von Treyarch entwickelt und von Activision veröffentlicht. Nach Call of Duty: Finest Hour ist es das zweite Konsolen-exklusive Spiel der Call-of-Duty-Reihe.
Das Spiel erzählt eine Nebengeschichte von Call of Duty 2. Konzeptuell bricht es mit den Vorgängern in dem Sinne, dass während des gesamten Spieles ein Soldat einer Einheit verfolgt wird. Die Einheit 1. US-Infanteriedivision auch Big Red One genannt, ist namensgebend für den Titel.

## Spielprinzip
Der Spieler kämpft sich durch linear aufgebaute Levels mit zahlreichen computergesteuerten Kameraden und Feinden. Es werden historisch akkurate Waffen verwendet und auch Details wie Ladehemmungen simuliert. Im Mehrspieler mit insgesamt 16 Spielern stehen die Varianten Deathmatch, Capture-the-flag, Team Death Match und Domination zur Auswahl. Auf dem GameCube fehlt der Mehrspielermodus gänzlich.

## Handlung
Die Missionen laufen zeitlich nicht linear ab: Am Ende der ersten Mission im Jahr 1944 wird man schwer verletzt, woraufhin das virtuelle Leben vor dem geistigen Auge bis 1942 zurückgespult wird. Hier startet man seine Laufbahn als Gefreiter in Nordafrika. Nach 13 Wüsten- und Frankreich-Missionen landet man schließlich im letzten Kriegsjahr in Deutschland an der Siegfried Line.

## Entwicklung
Am Ende und Anfang einer Mission wird eine kurze Zusammenfassung als Nachrichtensendung gezeigt. Die Stimme in der englischen Version gehört Mark Hamill, welcher im Film The Big Red One eine Hauptrolle hatte. Diverse Schauspieler aus der Miniserie Band of Brothers – Wir waren wie Brüder liehen den Nebencharakteren der Einheit ihre Stimme. Die Charakteranimationen wurden mit Motion Capture eingefangen.

## Rezeption
Das Spiel sei technisch gut umgesetzt. Der hohe Einsatz von geskripteten Ereignissen sorge für ununterbrochene Action mit viel Abwechslung. Die stationären Phasen seien hingegen eher schwach. Das Spiel sei gegenüber dem Vorgänger vielfach besser. Es böte auch weniger bekannte Schauplätze des Zweiten Weltkrieges. Das Spiel sei eher als Computerspiel-Erweiterung einzustufen. Es sei handwerklich sauber, atmosphärisch top, aber böte keinerlei frischen Ideen. Spezialeffekte wie aufsteigender Rauch oder Explosionen bei zerberstenden Panzern und Flugzeugen runden die gute Optik ab.

### Auszeichnungen
2006: Interactive Achievement Awards: Outstanding Achievement in Story and Character Development